# وزارت آموزش و تحقیقات (استونی)
وزارت آموزش و تحقیقات (استونیایی: Haridus- ja teadusministeerium) یک وزارت در دولت استونی است که مسئول برنامه‌ریزی و اجرای سیاست‌های آموزشی، تحقیق، جوانان و زبان و همچنین تدوین برنامه‌های درسی ملی و سایر استانداردهای آموزشی و نظارت دولت بر اجرای برنامه‌های ملی و سایر معیارهای آموزشی و مؤسسات آموزشی است. مقر مرکزی این وزارتخانه در تارتو است و دفاتر دیگری را نیز در تالین دارد.